# Murödla
Murödlan (Podarcis muralis) är en art i familjen egentliga ödlor.

## Kännetecken
Artens genomsnittliga längd med svans anges beroende på auktor med 20 eller 23 cm. Svansen upptar vanligen två tredjedelar av hela längden. Färgen på ovansidan är oftast brun- eller gråaktig och ibland grönaktig. Den bruna formen är vanligast i västra Europa och den gröna färgen förekommer oftast i Italien och angränsande regioner. Kroppens sidor har ett mönster av mörkare fläckar och på undersidan finns svarta eller blåsvarta och vita fläckar, ungefär som ett schackbräde. Hannar är oftast större och har en tjockare nacke än honor. Allmänt är det svårt att skilja de olika könen från varandra. Ungar har samma utseende men deras huvud är jämförd med övriga kroppsdelar större.
I Syd- och Sydösteuropa förekommer flera underarter.

## Utbredning
Murödlan förekommer från norra Spanien över Centraleuropa och Balkan till Svarta havets västkust. Arten når i grekiska bergstrakter 2000 meter över havet och i Alperna hittas den upp till 1700 meter. De nordligaste populationerna finns i södra Nederländerna och på de engelska Kanalöarna.
Murödlan introducerades under 1950-talet i USA nära Cincinnati och den har där en fast population. Mindre populationer blev dessutom inplanterade i centrala Tyskland och i Storbritannien.
Arten föredrar torra landskap nära Medelhavet fuktiga ställen medan den i fuktiga nordliga delar av utbredningsområdet uppsöker torra platser. Habitatet varierar mellan klippiga regioner, buskskogar, lövfällande skogar, barrskogar och odlingsmark. Murödlan hittas även i eller nära människans samhällen. Järnvägsbankar är troligen viktiga för artens spridningsbiologi.

## Ekologi
Ofta söker de under natten skydd i håligheter i murar där de även vistas under dagens hetaste timmar. Murödlan gömmer sig även mellan stenar, mellan annan bråte och den kan dessutom gräva håligheter när det saknas annan skydd. Som typisk kulturföljare förekommer ödlan även i vinodlingar samt på väg- och järnvägsdammar.
Arten befinner sig beroende på utbredning från oktober eller november till mars eller april i dvala. Den vaknar ibland under soliga dagar och syns utanför gömstället. Murödlan äter vanligen insekter, spindlar, blötdjur och daggmaskar. När den saknar tillgång till öppet vatten kan den även äta växtdelar. Individer som lever vid havet plockar ibland ett kräftdjur från strandlinjen.
Hannarna strider under april eller maj om rätten att para sig. Vid parningslekens början biter hannen honan i svansen nära roten. Sedan hölls honan fast under själva kopulationen. Murödlan lägger ett till tio ägg som kläcks efter cirka 2 till 3 månader, ofta under september. En eller flera honor lägger sina ägg i en 10 till 20 cm djup grop som skapades innan av ödlan själv. De nykläckta ungarna är vanligen 5 till 6,5 cm långa. Efter ett år har hannar en längd av ungefär 14,5 cm och efter två år av 18 cm. Enskilda exemplar blev 10 år gamla. Ungarna blir könsmogna under tredje levnadsåret.
Murödlan har olika naturliga fiender som tornfalk och tamkatt. Brunråttan äter ofta ödlans ägg.